# Světový pohár v rychlobruslení 2014/2015
Světový pohár v rychlobruslení 2014/2015 byl 30. ročník Světového poháru v rychlobruslení. Konal se v období od 14. listopadu 2014 do 22. března 2015. Soutěž byla organizována Mezinárodní bruslařskou unií (ISU).
Jako ukázková disciplína byl na dvou mítincích předveden i týmový sprint.

## Kalendář
| Místo      | Datum                     | 500 m | 1000 m | 1500 m | 3 km/5 km | 5 km/10 km | hromadný start | stíhací závod | týmový sprint1 |
| ---------- | ------------------------- | ----- | ------ | ------ | --------- | ---------- | -------------- | ------------- | -------------- |
| Obihiro    | 14.–16. listopadu 2014    | 2×    | 1×     | 1×     | 1×        |            | 1×             | 1×            | 1×             |
| Soul       | 21.–23. listopadu 2014    | 2×    | 1×     | 1×     |           | 1×         | 1×             |               | 1×             |
| Berlín     | 5.–7. prosince 2014       | 2×    | 1×     | 1×     | 1×        |            | 1×             | 1×            |                |
| Heerenveen | 12.–14. prosince 2014     | 2×    | 1×     | 1×     | 1×        |            | 1×             | 1×            |                |
| Hamar      | 31. ledna – 1. února 2015 |       |        | 1×     | 1×        |            | 1×             |               |                |
| Heerenveen | 7.–8. února 2015          | 2×    | 2×     |        |           |            |                |               |                |
| Erfurt     | 21.–22. března 2015       | 2×    | 1×     | 1×     | 1×        |            | 1×             |               |                |

1 pouze ukázková disciplína

## Muži

### 500 m
| Místo          | 1. místo         | Čas      | 2. místo                       | Čas       | 3. místo         | Čas       |
| -------------- | ---------------- | -------- | ------------------------------ | --------- | ---------------- | --------- |
| Obihiro 1      | Jan Smeekens     | 35,06    | Pavel Kuližnikov               | 35,16     | Ruslan Murašov   | 35,24 (6) |
| Obihiro 2      | Pavel Kuližnikov | 34,96    | Jan Smeekens                   | 35,09     | Rjohei Haga      | 35,17     |
| Soul 1         | Pavel Kuližnikov | 34,94    | Mo Tche-pom                    | 35,36 (3) | Ruslan Murašov   | 35,36 (4) |
| Soul 2         | Pavel Kuližnikov | 35,18    | Mo Tche-pom                    | 35,32     | Laurent Dubreuil | 35,35     |
| Berlín 1       | Artur Waś        | 35,01    | Laurent Dubreuil               | 35,09     | Michel Mulder    | 35,12     |
| Berlín 2       | Artur Waś        | 35,04    | Espen Aarnes Hvammen           | 35,06     | Laurent Dubreuil | 35,09     |
| Heerenveen 1   | Pavel Kuližnikov | 34,63    | Artur Waś                      | 34,91     | Laurent Dubreuil | 35,16     |
| Heerenveen 2   | Pavel Kuližnikov | 34,58    | Artur Waś                      | 34,87     | Jan Smeekens     | 35,01     |
| Heerenveen 1   | Pavel Kuližnikov | 34,93    | Artur Waś                      | 34,97     | Nico Ihle        | 35,11     |
| Heerenveen 2   | Pavel Kuližnikov | 34,62    | Mo Tche-pom                    | 34,94     | Nico Ihle        | 35,06     |
| Erfurt 1       | Pavel Kuližnikov | 34,71    | Michel Mulder                  | 34,94     | Gerben Jorritsma | 35,25     |
| Erfurt 2       | Ruslan Murašov   | 34,97    | Laurent Dubreuil Michel Mulder | 35,10 (9) | —                | —         |
|                |                  |          |                                |           |                  |           |
| Celkové pořadí | Pavel Kuližnikov | 930 bodů | Laurent Dubreuil               | 771 bodů  | Ruslan Murašov   | 565 bodů  |

### 1000 m
| Místo          | 1. místo         | Čas      | 2. místo         | Čas      | 3. místo          | Čas      |
| -------------- | ---------------- | -------- | ---------------- | -------- | ----------------- | -------- |
| Obihiro        | Pavel Kuližnikov | 1:09,23  | Kjeld Nuis       | 1:09,27  | Samuel Schwarz    | 1:09,77  |
| Soul           | Pavel Kuližnikov | 1:09,56  | Stefan Groothuis | 1:09,83  | Kjeld Nuis        | 1:09,86  |
| Berlín         | Nico Ihle        | 1:09,49  | Samuel Schwarz   | 1:09,53  | Hein Otterspeer   | 1:09,56  |
| Heerenveen     | Pavel Kuližnikov | 1:08,77  | Kjeld Nuis       | 1:09,04  | Hein Otterspeer   | 1:09,06  |
| Heerenveen 1   | Kjeld Nuis       | 1:08,76  | Pavel Kuližnikov | 1:08,97  | Nico Ihle         | 1:09,06  |
| Heerenveen 2   | Kjeld Nuis       | 1:08,81  | Pavel Kuližnikov | 1:08,82  | Stefan Groothuis  | 1:09,38  |
| Erfurt         | Denny Morrison   | 1:09,07  | Kjeld Nuis       | 1:09,42  | Vincent De Haître | 1:09,47  |
|                |                  |          |                  |          |                   |          |
| Celkové pořadí | Pavel Kuližnikov | 600 bodů | Kjeld Nuis       | 571 bodů | Nico Ihle         | 402 bodů |

### 1500 m
| Místo          | 1. místo              | Čas      | 2. místo              | Čas      | 3. místo       | Čas      |
| -------------- | --------------------- | -------- | --------------------- | -------- | -------------- | -------- |
| Obihiro        | Kjeld Nuis            | 1:45,97  | Wouter olde Heuvel    | 1:46,52  | Koen Verweij   | 1:46,90  |
| Soul           | Sverre Lunde Pedersen | 1:47,76  | Wouter olde Heuvel    | 1:48,02  | Kjeld Nuis     | 1:48,30  |
| Berlín         | Jan Szymański         | 1:46,80  | Sverre Lunde Pedersen | 1:47,13  | Thomas Krol    | 1:47,14  |
| Heerenveen     | Jan Szymański         | 1:45,92  | Wouter olde Heuvel    | 1:46,22  | Shani Davis    | 1:46,33  |
| Hamar          | Denis Juskov          | 1:45,07  | Kjeld Nuis            | 1:45,80  | Denny Morrison | 1:46,03  |
| Erfurt         | Denny Morrison        | 1:46,15  | Sverre Lunde Pedersen | 1:46,51  | Bart Swings    | 1:46,81  |
|                |                       |          |                       |          |                |          |
| Celkové pořadí | Denny Morrison        | 409 bodů | Sverre Lunde Pedersen | 405 bodů | Kjeld Nuis     | 381 bodů |

### 5000 m/10 000 m
| Místo          | Disciplína     | 1. místo       | Čas      | 2. místo              | Čas      | 3. místo              | Čas      |
| -------------- | -------------- | -------------- | -------- | --------------------- | -------- | --------------------- | -------- |
| Obihiro        | 5000 m         | Sven Kramer    | 6:20,90  | Alexandr Rumjancev    | 6:23,56  | Wouter olde Heuvel    | 6:24,03  |
| Soul           | 10 000 m       | Bob de Jong    | 13:17,51 | Bart Swings           | 13:32,45 | Alexandr Rumjancev    | 13:37,59 |
| Berlín         | 5000 m         | Jorrit Bergsma | 6:17,59  | Sverre Lunde Pedersen | 6:20,97  | Douwe de Vries        | 6:23,50  |
| Heerenveen     | 5000 m         | Sven Kramer    | 6:12,74  | Jorrit Bergsma        | 6:14,08  | Wouter olde Heuvel    | 6:19,58  |
| Hamar          | 5000 m         | Jorrit Bergsma | 6:17,89  | Douwe de Vries        | 6:23,04  | Sverre Lunde Pedersen | 6:23,21  |
| Erfurt         | 5000 m         | Jorrit Bergsma | 6:17,49  | Sverre Lunde Pedersen | 6:20,64  | Patrick Beckert       | 6:21,80  |
|                |                |                |          |                       |          |                       |          |
| Celkové pořadí | Celkové pořadí | Jorrit Bergsma | 430 bodů | Sverre Lunde Pedersen | 415 bodů | Bob de Jong           | 346 bodů |

### Závod s hromadným startem
| Místo          | 1. místo          | Sprint. body (čas) | 2. místo         | Sprint. body (čas) | 3. místo              | Sprint. body (čas) |
| -------------- | ----------------- | ------------------ | ---------------- | ------------------ | --------------------- | ------------------ |
| Obihiro        | I Sung-hun        | 60 b. (8:16,99)    | Kim Čchol-min    | 40 b. (8:17,23)    | Bart Swings           | 20 b. (8:17,28)    |
| Soul           | Andrea Giovannini | 70 b. (8:10,78)    | Haralds Silovs   | 40 b. (8:12,35)    | I Sung-hun            | 20 b. (8:12,56)    |
| Berlín         | I Sung-hun        | 61 b. (7:42,33)    | Arjan Stroetinga | 40 b. (7:42,77)    | Bart Swings           | 25 b. (7:42,88)    |
| Heerenveen     | Jorrit Bergsma    | 70 b. (7:32,92)    | I Sung-hun       | 40 b. (7:34,57)    | Fabio Francolini      | 20 b. (7:34,60)    |
| Hamar          | I Sung-hun        | 60 b. (7:50,52)    | Marco Weber      | 40 b. (7:50,82)    | Bart Swings           | 25 b. (7:50,87)    |
| Erfurt         | Bart Swings       | 65 b. (8:10,29)    | Jorrit Bergsma   | 41 b. (8:10,31)    | Sverre Lunde Pedersen | 23 b. (8:11,43)    |
|                |                   |                    |                  |                    |                       |                    |
| Celkové pořadí | I Sung-hun        | 450 bodů           | Bart Swings      | 387 bodů           | Andrea Giovannini     | 362 bodů           |

### Stíhací závod družstev
| Místo          | 1. místo                                                                | Čas      | 2. místo                                                                 | Čas      | 3. místo                                                                                    | Čas      |
| -------------- | ----------------------------------------------------------------------- | -------- | ------------------------------------------------------------------------ | -------- | ------------------------------------------------------------------------------------------- | -------- |
| Obihiro        | Nizozemsko Sven Kramer Wouter olde Heuvel Douwe de Vries                | 3:43,68  | Jižní Korea I Sung-hun Kim Čchol-min Ko Pjong-uk Kim Mjong-sok           | 3:47,15  | Rusko Alexandr Rumjancev Danila Semerikov Danil Sinicin Sergej Grjazcov                     | 3:48,22  |
| Berlín         | Polsko Zbigniew Bródka Jan Szymański Konrad Niedźwiedzki Roland Cieślak | 3:45,88  | Jižní Korea I Sung-hun Kim Čchol-min Ko Pjong-uk Kim Min-sok             | 3:46,97  | Nizozemsko Douwe de Vries Arjan Stroetinga Frank Vreugdenhil Bob de Jong                    | 3:47,58  |
| Heerenveen     | Jižní Korea Kim Čchol-min Ko Pjong-uk I Sung-hun Kim Min-sok            | 3:44,57  | Nizozemsko Arjan Stroetinga Frank Vreugdenhil Douwe de Vries Bob de Jong | 3:44,97  | Norsko Håvard Bøkko Fredrik van der Horst Sverre Lunde Pedersen Håvard Holmefjord Lorentzen | 3:45,52  |
|                |                                                                         |          |                                                                          |          |                                                                                             |          |
| Celkové pořadí | Jižní Korea                                                             | 310 bodů | Nizozemsko                                                               | 290 bodů | Polsko                                                                                      | 205 bodů |

## Ženy

### 500 m
| Místo          | 1. místo              | Čas      | 2. místo              | Čas      | 3. místo              | Čas      | Příp. další česká účast | Čas      |
| -------------- | --------------------- | -------- | --------------------- | -------- | --------------------- | -------- | ----------------------- | -------- |
| Obihiro 1      | I Sang-hwa            | 38,07    | Nao Kodairaová        | 38,18    | Olga Fatkulinová      | 38,50    | 11. Karolína Erbanová   | 39,02    |
| Obihiro 2      | I Sang-hwa            | 37,92    | Nao Kodairaová        | 38,06    | Vanessa Bittnerová    | 38,33    | 11. Karolína Erbanová   | 38,87    |
| Soul 1         | Nao Kodairaová        | 38,05    | I Sang-hwa            | 38,18    | Judith Hesseová       | 38,95    | 7. Karolína Erbanová    | 39,06    |
| Soul 2         | I Sang-hwa            | 37,99    | Nao Kodairaová        | 38,51    | Karolína Erbanová     | 38,83    | —                       | —        |
| Berlín 1       | I Sang-hwa            | 37,87    | Heather Richardsonová | 38,21    | Margot Boerová        | 38,40    | 7. Karolína Erbanová    | 38,62    |
| Berlín 2       | I Sang-hwa            | 37,96    | Heather Richardsonová | 38,07    | Nao Kodairaová        | 38,11    | 8. Karolína Erbanová    | 38,55    |
| Heerenveen 1   | I Sang-hwa            | 37,69    | Nao Kodairaová        | 37,70    | Judith Hesseová       | 37,88    | 9. Karolína Erbanová    | 38,29    |
| Heerenveen 2   | Heather Richardsonová | 37,72    | Brittany Boweová      | 38,05    | I Sang-hwa            | 38,07    | 8. Karolína Erbanová    | 38,33    |
| Heerenveen 1   | Heather Richardsonová | 37,82    | Nao Kodairaová        | 38,14    | Brittany Boweová      | 38,21    | 6. Karolína Erbanová    | 38,34    |
| Heerenveen 2   | Judith Hesseová       | 38,19    | I Sang-hwa            | 38,21    | Thijsje Oenemaová     | 38,23    | 4. Karolína Erbanová    | 38,24    |
| Erfurt 1       | Heather Richardsonová | 37,80    | Brittany Boweová      | 37,93    | Jekatěrina Ajdovová   | 38,15    | 7. Karolína Erbanová    | 38,67    |
| Erfurt 2       | Heather Richardsonová | 37,77    | Brittany Boweová      | 37,97    | Nao Kodairaová        | 38,49    | 5. Karolína Erbanová    | 38,78    |
|                |                       |          |                       |          |                       |          |                         |          |
| Celkové pořadí | Nao Kodairaová        | 926 bodů | I Sang-hwa            | 880 bodů | Heather Richardsonová | 710 bodů | 6. Karolína Erbanová    | 523 bodů |

### 1000 m
| Místo          | 1. místo              | Čas      | 2. místo              | Čas      | 3. místo           | Čas      | Příp. další česká účast                            | Čas             |
| -------------- | --------------------- | -------- | --------------------- | -------- | ------------------ | -------- | -------------------------------------------------- | --------------- |
| Obihiro        | Marrit Leenstraová    | 1:16,23  | Ireen Wüstová         | 1:16,34  | Li Čchi-š'         | 1:16,54  | 6. Karolína Erbanová                               | 1:17,05         |
| Soul           | Li Čchi-š'            | 1:16,95  | Marrit Leenstraová    | 1:17,06  | Karolína Erbanová  | 1:17,33  | —                                                  | —               |
| Berlín         | Brittany Boweová      | 1:14,81  | Heather Richardsonová | 1:15,14  | Li Čchi-š'         | 1:15,94  | 8. Karolína Erbanová 7. (div. B) Martina Sáblíková | 1:16,85 1:19,00 |
| Heerenveen     | Heather Richardsonová | 1:14,63  | Brittany Boweová      | 1:14,68  | Li Čchi-š'         | 1:15,71  | 5. Karolína Erbanová                               | 1:16,03         |
| Heerenveen 1   | Heather Richardsonová | 1:14,87  | Brittany Boweová      | 1:15,38  | Li Čchi-š'         | 1:15,89  | 4. Karolína Erbanová                               | 1:15,95         |
| Heerenveen 2   | Brittany Boweová      | 1:15,63  | Marrit Leenstraová    | 1:15,75  | Karolína Erbanová  | 1:15,98  | —                                                  | —               |
| Erfurt         | Brittany Boweová      | 1:14,61  | Heather Richardsonová | 1:15,13  | Marrit Leenstraová | 1:15,78  | 5. Karolína Erbanová                               | 1:16,74         |
|                |                       |          |                       |          |                    |          |                                                    |                 |
| Celkové pořadí | Brittany Boweová      | 510 bodů | Marrit Leenstraová    | 507 bodů | Li Čchi-š'         | 485 bodů | 4. Karolína Erbanová 45. Martina Sáblíková         | 407 bodů 4 body |

### 1500 m
| Místo          | 1. místo              | Čas      | 2. místo              | Čas      | 3. místo           | Čas      | Příp. další česká účast                                                                                          | Čas                     |
| -------------- | --------------------- | -------- | --------------------- | -------- | ------------------ | -------- | --- | ----------------------- |
| Obihiro        | Ireen Wüstová         | 1:56,93  | Marrit Leenstraová    | 1:57,76  | Julija Skokovová   | 1:58,10  | 7. Martina Sáblíková 13. Karolína Erbanová 13. (div. B) Nikola Zdráhalová                                        | 1:59,61 2:00,31 2:07,92 |
| Soul           | Marrit Leenstraová    | 1:57,76  | Ireen Wüstová         | 1:58,33  | Olga Grafová       | 1:59,02  | 9. Martina Sáblíková 16. Karolína Erbanová 16. (div. B) Natálie Kerschbaummayr                                   | 2:00,98 2:03,32 2:12,15 |
| Berlín         | Ireen Wüstová         | 1:55,89  | Heather Richardsonová | 1:55,91  | Marrit Leenstraová | 1:55,93  | 7. Martina Sáblíková 17. Karolína Erbanová 18. (div. B) Natálie Kerschbaummayr                                   | 1:58,22 2:00,87 2:05,23 |
| Heerenveen     | Heather Richardsonová | 1:53,87  | Brittany Boweová      | 1:54,70  | Marrit Leenstraová | 1:55,95  | 5. Martina Sáblíková 18. (div. B) Kateřina Novotná 21. (div. B) Nikola Zdráhalová                                | 1:56,37 2:07,71 2:09,13 |
| Hamar          | Heather Richardsonová | 1:56,30  | Brittany Boweová      | 1:57,30  | Marije Jolingová   | 1:57,51  | 6. Martina Sáblíková 27. (div. B) Nikola Zdráhalová 28. (div. B) Natálie Kerschbaummayr                          | 1:58,60 2:05,56 2:06,25 |
| Erfurt         | Brittany Boweová      | 1:55,88  | Heather Richardsonová | 1:55,99  | Martina Sáblíková  | 1:56,74  | — | —                       |
|                |                       |          |                       |          |                    |          | |                         |
| Celkové pořadí | Marrit Leenstraová    | 410 bodů | Heather Richardsonová | 400 bodů | Brittany Boweová   | 370 bodů | 5. Martina Sáblíková 25. Karolína Erbanová 52. Natálie Kerschbaummayr 52. Nikola Zdráhalová 52. Kateřina Novotná | 313 bodů 40 bodů 0 bodů |

### 3000 m/5000 m
| Místo          | Disciplína     | 1. místo             | Čas      | 2. místo               | Čas      | 3. místo               | Čas      | Příp. další česká účast                                            | Čas             |
| -------------- | -------------- | -------------------- | -------- | ---------------------- | -------- | ---------------------- | -------- | ------------------------------------------------------------------ | --------------- |
| Obihiro        | 3000 m         | Ireen Wüstová        | 4:04,91  | Martina Sáblíková      | 4:06,11  | Jorien Voorhuisová     | 4:07,04  | 20. (div. B) Natálie Kerschbaummayr                                | 5:01,86         |
| Soul           | 5000 m         | Claudia Pechsteinová | 7:07,77  | Martina Sáblíková      | 7:13,08  | Ivanie Blondinová      | 7:14,53  | 20. (div. B) Nikola Zdráhalová                                     | 7:49,37         |
| Berlín         | 3000 m         | Ireen Wüstová        | 4:01,55  | Marije Jolingová       | 4:03,34  | Martina Sáblíková      | 4:05,36  | 23. (div. B) Nikola Zdráhalová                                     | 4:23,97         |
| Heerenveen     | 3000 m         | Martina Sáblíková    | 4:02,84  | Ireen Wüstová          | 4:03,14  | Carlijn Achtereekteová | 4:05,95  | 20. (div. B) Nikola Zdráhalová                                     | 4:21,68         |
| Hamar          | 3000 m         | Martina Sáblíková    | 4:03,68  | Carlijn Achtereekteová | 4:05,13  | Ireen Wüstová          | 4:05,20  | 21. (div. B) Nikola Zdráhalová 28. (div. B) Natálie Kerschbaummayr | 4:20,04 4:22,88 |
| Erfurt         | 3000 m         | Martina Sáblíková    | 4:04,06  | Marije Jolingová       | 4:05,64  | Diane Valkenburgová    | 4:07,85  | —                                                                  | —               |
|                |                |                      |          |                        |          |                        |          |                                                                    |                 |
| Celkové pořadí | Celkové pořadí | Martina Sáblíková    | 580 bodů | Claudia Pechsteinová   | 360 bodů | Ireen Wüstová          | 350 bodů | 45. Natálie Kerschbaummayr 45. Nikola Zdráhalová                   | 0 bodů          |

### Závod s hromadným startem
| Místo          | 1. místo          | Sprint. body (čas) | 2. místo          | Sprint. body (čas) | 3. místo                 | Sprint. body (čas) | Příp. další česká účast                          | Sprint. body (čas)            |
| -------------- | ----------------- | ------------------ | ----------------- | ------------------ | ------------------------ | ------------------ | ------------------------------------------------ | ----------------------------- |
| Obihiro        | Ivanie Blondinová | 61 b. (8:33,24)    | Nana Takagiová    | 40 b. (8:33,44)    | Irene Schoutenová        | 20 b. (8:33,54)    | 6. Martina Sáblíková 16. Nikola Zdráhalová       | 3 b. (8:35,32) 0 b. (8:42,74) |
| Soul           | Martina Sáblíková | 66 b. (7:42,96)    | Irene Schoutenová | 40 b. (7:45,05)    | Ivanie Blondinová        | 20 b. (7:45,06)    | 16. Nikola Zdráhalová                            | 0 b. (7:53,31)                |
| Berlín         | Irene Schoutenová | 61 b. (8:32,82)    | Ivanie Blondinová | 43 b. (8:32,94)    | Čon Je-čin               | 20 b. (8:33,37)    | 5. Martina Sáblíková 16. Nikola Zdráhalová       | 5 b. (8:35,26) 0 b. (8:37,66) |
| Heerenveen     | Ivanie Blondinová | 60 b. (8:24,01)    | Kim Po-rum        | 40 b. (8:24,03)    | Irene Schoutenová        | 20 b. (8:24,21)    | 4. Martina Sáblíková 16. Nikola Zdráhalová       | 8 b. (8:24,53) 0 b. (8:27,27) |
| Hamar          | Irene Schoutenová | 61 b. (8:47,47)    | Ivanie Blondinová | 40 b. (8:47,51)    | Mariska Huismanová       | 23 b. (8:47,67)    | 9. Nikola Zdráhalová 23. Natálie Kerschbaummayr  | 1 b. (8:50,75) 0 b. (8:52,33) |
| Erfurt         | Martina Sáblíková | 68 b. (9:01,76)    | Nana Takagiová    | 40 b. (9:16,52)    | Francesca Lollobrigidová | 25 b. (9:16,61)    | 7. Nikola Zdráhalová                             | 1 b. (9:19,89)                |
|                |                   |                    |                   |                    |                          |                    |                                                  |                               |
| Celkové pořadí | Ivanie Blondinová | 466 bodů           | Irene Schoutenová | 432 bodů           | Martina Sáblíková        | 405 bodů           | 13. Nikola Zdráhalová 37. Natálie Kerschbaummayr | 120 bodů 2 body               |

### Stíhací závod družstev
| Místo          | 1. místo                                                                                | Čas      | 2. místo                                                                            | Čas      | 3. místo                                                                            | Čas      | Příp. další česká účast                                             | Čas        |
| -------------- | --------------------------------------------------------------------------------------- | -------- | ----------------------------------------------------------------------------------- | -------- | ----------------------------------------------------------------------------------- | -------- | ------------------------------------------------------------------- | ---------- |
| Obihiro        | Nizozemsko Ireen Wüstová Marrit Leenstraová Marije Jolingová Jorien Voorhuisová         | 3:02,54  | Japonsko Nana Takagiová Ajaka Kikučiová Maki Tabataová Misaki Ošigiriová            | 3:04,78  | Německo Claudia Pechsteinová Bente Krausová Gabriele Hirschbichlerová               | 3:06,51  | 8. Česko Martina Sáblíková Nikola Zdráhalová Natálie Kerschbaummayr | 3:13,78    |
| Berlín         | Nizozemsko Ireen Wüstová Marrit Leenstraová Marije Jolingová Jorien Voorhuisová         | 2:59,72  | Polsko Luiza Złotkowská Katarzyna Woźniaková Aleksandra Gossová Angelika Fudalejová | 3:03,83  | Japonsko Nana Takagiová Maki Tabataová Ajaka Kikučiová Misaki Ošigiriová            | 3:04,00  | 9. Česko Nikola Zdráhalová Martina Sáblíková Natálie Kerschbaummayr | odstoupily |
| Heerenveen     | Nizozemsko Carlijn Achtereekteová Linda de Vriesová Marrit Leenstraová Marije Jolingová | 2:59,69  | Německo Bente Krausová Isabell Ostová Claudia Pechsteinová                          | 3:01,96  | Polsko Aleksandra Gossová Katarzyna Woźniaková Luiza Złotkowská Angelika Fudalejová | 3:02,31  | —                                                                   | —          |
|                |                                                                                         |          |                                                                                     |          |                                                                                     |          |                                                                     |            |
| Celkové pořadí | Nizozemsko                                                                              | 350 bodů | Německo                                                                             | 240 bodů | Polsko                                                                              | 236 bodů | 9. Česko                                                            | 35 bodů    |

## Grand World Cup
| Pořadí | Jméno                 | Body |
| ------ | --------------------- | ---- |
| 1.     | Pavel Kuližnikov      | 985  |
| 2.     | Bart Swings           | 806  |
| 3.     | Sverre Lunde Pedersen | 786  |
| 4.     | Kjeld Nuis            | 750  |
| 5.     | Jorrit Bergsma        | 710  |
| 6.     | Denny Morrison        | 515  |
| 7.     | Wouter olde Heuvel    | 456  |
| 8.     | I Sung-hun            | 450  |
| 9.     | Nico Ihle             | 436  |
| 10.    | Patrick Beckert       | 316  |

| Pořadí | Jméno                 | Body |
| ------ | --------------------- | ---- |
| 1.     | Heather Richardsonová | 1195 |
| 2.     | Martina Sáblíková     | 1096 |
| 3.     | Brittany Boweová      | 1045 |
| 4.     | Ireen Wüstová         | 855  |
| 5.     | Marrit Leenstraová    | 796  |
| 6.     | Ivanie Blondinová     | 610  |
| 7.     | I Sang-hwa            | 540  |
| 8.     | Nao Kodairaová        | 503  |
| 9.     | Marije Jolingová      | 480  |
| 10.    | Li Čchi-š'            | 425  |
|        |                       |      |
| 12.    | Karolína Erbanová     | 364  |